# Aminfluoridy

Dektaflur

Aminfluoridy, které jsou označovány také jako organické fluoridy, jsou látky založené na speciální molekulové struktuře – kombinaci hydrofobního (nepolární část – ve vodě nerozpustná) a hydrofilního (polární část – ve vodě rozpustná) uhlovodíkového řetězce, kdy iont fluoridu je vázaný na amin mastné kyseliny. Tento typ struktury je charakteristický také pro tenzidy. Aminfluoridy se používají zejména v zubních pastách a ústních vodách. Díky jejich specifickým vlastnostem vytváří ochrannou vrstvu na zubní sklovině, která pak chrání před působením kyselin vyprodukovanými bakteriemi. Nejrozšířenějším aminfluoridem je Olaflur.

## Obecné vlastnosti
Vzhledem k jejich povrchové aktivitě působí aminfluoridy jako nosiče fluoridového iontu. Tím dochází k pokrytí zubů homogenní molekulární vrstvou, ale také k přenášení fluoridu do míst, kde je ho potřeba.
Díky jejich specifické molekulové struktuře se fluorid rychle šíří a ukládá na povrchu zubní skloviny. Naopak u anorganických fluoridů nemá kationt (např. sodík) tuto přepravní funkci.

## Ochranná funkce

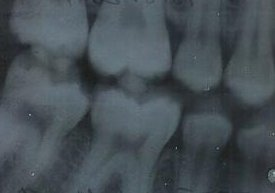
Neporušená sklovina zubů na rentgenovém snímku

Ionty fluoridu reagují s hydroxylapatitem zubní skloviny ve slabě kyselém prostředí za vzniku fluoridu vápenatého. Hodnota pH aminfluoridů se pohybuje v rozmezí 4,5 - 5,0. Díky tomu tedy dochází ke vzniku fluoridu vápenatého, který se usazuje ve formě tenké vrstvy zajišťující tzv. depo fluoridu v ústech, které je pak postupně uvolňováno. Přítomnost fluoridu vápenatého vede tedy ke zvýšené absorpci fluoridu v zubní sklovině a tím také k její vyšší odolnosti vůči kyselinám.

## Antiglykolytické působení aminfluoridů
Kyseliny, vzniklé přeměnou cukru bakteriemi, mohou poškozovat a demineralizovat zubní sklovinu. Zbytky aminu z aminfluoridů mají své vlastní antibakteriální vlastnosti. Kladně nabitá část aminu brání metabolické aktivitě bakterií, čímž dochází ke snížení tvorby kyselin a množení bakterií. Tyto vlastnosti zabraňují vzniku zubního kazu.